# ويليام هال كيج
ويليام هال كيج (بالإنجليزية: William Hall Gage)‏ (2 أكتوبر 1777 في المملكة المتحدة - 4 يناير 1864 في المملكة المتحدة) هو لاعب كريكت بريطاني (وحمل سابقاً جنسية المملكة المتحدة لبريطانيا العظمى وأيرلندا ومملكة بريطانيا العظمى).